# Stein Metzger
Stein Metzger (ur. 17 listopada 1972 w Honolulu) – amerykański siatkarz plażowy, wicemistrz świata z 2003 roku.
Grał w siatkówkę halową na uniwersytecie UCLA, gdzie zdobył trzy mistrzostwa prowadzony przez trenera Ala Scatesa. Występował w turniejach AWP. W 2006 roku ze swoim kolega z liceum Mikiem Lambertem awansowali do Final Four w czternastu z piętnastu możliwych turniejów, wygrywając pięć z nich. Byli jedyną drużyną w tamtym sezonie, która nie przegrała z żadną inną drużyną.
W 2003 roku z Daxem Holdrenem zdobył tytuł wicemistrza świata w Rio de Janeiro. Rok później zadebiutował na igrzyskach olimpijskich w 2004 roku w Atenach, gdzie wraz z Holdrenem zajęli piąte miejsce.
W 2009 został wprowadzony do sportowej galerii sław UCLA.